# Alexandra Silk
Pour les articles homonymes, voir Silk.
Alexandra Silk (née le 19 septembre 1963 à Long Island) est une actrice de films pornographiques américaine.

## Biographie
Elle étudie à l'Université d'État de New York. Elle faisait du striptease quand elle rencontre Jenna Jameson qui l'introduit dans le monde du X.

## Filmographie sélective
- 2012 Legends and Starlets 6
- 2011 Lesbian Seductions 36
- 2009 Ass Watcher 6
- 2008 Squirt Showers 2
- 2007 No Man's Land Coffee and Cream 1
- 2006 Hot Cherry Pies 3
- 2005 Les' Be Friends
- 2004 Ripe 19: Jessica James
- 2003 Girl Time
- 2002 Bottom Dweller Orgies
- 2001 Signature Series 5: Chloe
- 2000 Eager Beavers 2
- 1999 Four Finger Club 3 & 4
- 1998 No Man's Land 21
- 1997 No Man's Land 18
- 1997 No Man's Land 17
- 1996 Lesbian Pooper Sluts

## Récompenses
- 2008 : AVN Hall of Fame
- 2013 : XRCO Hall of Fame[2]

Nominations
- 1999 : XRCO Award – Unsung Siren
- 2000 : AVN Female Performer of the Year
- 2002 : AVN Best Anal Sex Scene – Film for Taken (avec Herschel Savage)
- 2004 : AVN Best Actress – Video for Stud Hunters